# Didymelales
Ordre
Classification APG II (2003)
Classification APG III (2009)
L'ordre des Didymelales regroupe des plantes dicotylédones.
En classification classique de Cronquist (1981) il ne comprend qu'une famille :
- Didymelaceae

En classification phylogénétique APG III (2009) cet ordre n'existe pas. La famille des Didymelaceae fait partie de l'ordre des Buxales. 